# Rito italiano del matrimonio
La celebrazione del matrimonio secondo il rito italiano avviene pubblicamente nella casa comunale di fronte all'ufficiale di stato civile al quale fu fatta la richiesta di pubblicazione e alla presenza di due testimoni.
In caso di necessità o convenienza, il matrimonio può essere celebrato di fronte a un ufficiale di stato civile di un comune diverso.
Inoltre se uno degli sposi, per infermità o per altro impedimento, è nell'impossibilità di recarsi alla casa comunale, l'ufficiale di stato civile insieme al segretario comunale si reca nel luogo in cui si trova lo sposo impedito per compiere la celebrazione. In questo caso è richiesta la presenza di quattro testimoni.
L'ufficiale di stato civile può rifiutare la celebrazione del matrimonio in presenza di una causa ammessa dalla legge.
Contro il rifiuto, che deve essere motivato, è possibile ricorrere al tribunale che provvede in camera di consiglio, sentito il pubblico ministero.
Durante la celebrazione, l'ufficiale di stato civile dà lettura agli sposi degli artt. 143, 144 e 147 c.c., relativi ai diritti e doveri tra coniugi e nei confronti della prole; riceve da ciascuna delle parti personalmente, l'una dopo l'altra, la dichiarazione che esse si vogliono prendere rispettivamente in marito e moglie; e dichiara che esse sono unite in matrimonio.
La dichiarazione degli sposi non può essere sottoposta né a termine, né a condizione.
Se le parti aggiungono un termine o una condizione, l'ufficiale di stato civile non può procedere alla celebrazione del matrimonio.
Se il matrimonio viene celebrato ugualmente, il termine e la condizione si considerano non apposti.
La dichiarazione dell'ufficiale di stato civile ha efficacia dichiarativa e non costitutiva come si riteneva in passato.
In caso di mancato rispetto delle disposizioni in tema di celebrazione del matrimonio (mancanza di testimoni, mancata lettura degli articoli del codice civile, e così via), il matrimonio è valido, ma irregolare.
Dopo la celebrazione del matrimonio l'ufficiale di stato civile è tenuto a redigere l'atto di matrimonio e inserirlo nel registro di matrimonio.